# Convocazioni al Montreux Volley Masters 2016
Elenco delle giocatrici convocate per il Montreux Volley Masters 2016.

## Belgio
| N° | Nome              | Ruolo | Data di nascita   | Squadra            |
| -- | ----------------- | ----- | ----------------- | ------------------ |
| -  | Gert Vande Broek  | All   | 28 febbraio 1967  | Asteríx Kieldrecht |
| 2  | Jasmien Biebauw   | P     | 24 settembre 1990 | Asteríx Kieldrecht |
| 3  | Britt Herbots     | S     | 24 settembre 1999 | Asteríx Kieldrecht |
| 4  | Valérie Courtois  | L     | 1º novembre 1990  | Dresdner           |
| 5  | Laura Heyrman     | C     | 17 maggio 1993    | LJ                 |
| 6  | Charlotte Leys    | S     | 18 marzo 1989     | Galatasaray        |
| 8  | Kaja Grobelna     | S/O   | 4 gennaio 1995    | MTV Stoccarda      |
| 9  | Freya Aelbrecht   | C     | 10 febbraio 1990  | Bergamo            |
| 10 | Lise Van Hecke    | S/O   | 1º luglio 1992    | Osasco             |
| 11 | Dominika Sobolska | C     | 3 dicembre 1991   | Flero              |
| 12 | Dominika Strumilo | S     | 26 dicembre 1996  | Asteríx Kieldrecht |
| 16 | Celine Van Gestel | S     | 7 novembre 1997   | Asteríx Kieldrecht |
| 17 | Ilka van de Vyver | P     | 26 gennaio 1993   | Kamnik             |
| 18 | Britt Ruysschaert | L     | 27 maggio 1994    | Asteríx Kieldrecht |
| 19 | Amber De Tant     | S     | 22 marzo 1998     | Asteríx Kieldrecht |

## Brasile
| N° | Nome                  | Ruolo | Data di nascita  | Squadra        |
| -- | --------------------- | ----- | ---------------- | -------------- |
| -  | Luiz Wagner           | All   | -                | -              |
| 1  | Drussyla Costa        | S     | 1º giugno 1996   | Rio de Janeiro |
| 3  | Francyne Aparecida    | C     | 16 luglio 1992   | Rio do Sul     |
| 4  | Mara Leão             | C     | 26 luglio 1991   | Minas          |
| 5  | Juma da Silva         | P     | 17 gennaio 1993  | Pinheiros      |
| 6  | Saraelen Lima         | C     | 16 aprile 1994   | Osasco         |
| 7  | Lays de Freitas       | C     | 13 ottobre 1995  | Pinheiros      |
| 8  | Ana Paula Borgo       | S/O   | 20 ottobre 1993  | Pinheiros      |
| 10 | Rosamaria Montibeller | S/O   | 9 aprile 1994    | Minas          |
| 11 | Lorenne Geraldo       | S     | 8 gennaio 1996   | Rio de Janeiro |
| 12 | Gabriela Guimarães    | S     | 19 maggio 1994   | Rio de Janeiro |
| 13 | Laís Vasques          | L     | 12 febbraio 1996 | Minas          |
| 14 | Naiane Rios           | P     | 29 novembre 1994 | Minas          |
| 15 | Maira Claro           | S     | 7 marzo 1995     | Pinheiros      |
| 18 | Érica Motta           | L     | 21 maggio 1996   | Bradesco       |

## Cina
| N° | Nome         | Ruolo | Data di nascita   | Squadra  |
| -- | ------------ | ----- | ----------------- | -------- |
| -  | An Jiajie    | All   | 17 luglio 1973    | -        |
| 4  | Liu Xiaotong | S     | 16 febbraio 1990  | Beijing  |
| 6  | Yang Junjing | C     | 15 maggio 1989    | Bayi     |
| 7  | Wei Qiuyue   | P     | 26 settembre 1988 | Tianjin  |
| 10 | Yao Di       | P     | 15 agosto 1992    | Tianjin  |
| 12 | Hui Ruoqi    | S     | 4 marzo 1991      | Jiangsu  |
| 13 | Zhang Xiaoya | C     | 4 ottobre 1992    | Sichuan  |
| 14 | Gong Xiangyu | S/O   | 21 aprile 1997    | Jiangsu  |
| 16 | Shan Danna   | L     | 8 ottobre 1991    | Zhejiang |
| 18 | Wang Mengjie | L     | 14 novembre 1995  | Shandong |
| 20 | Zheng Yixin  | C     | 6 maggio 1995     | Fujian   |
| 21 | Wang Ning    | C     | 14 maggio 1994    | Tianjin  |
| 22 | Qin Siyu     | S/O   | 2 maggio 1994     | Shanghai |
| 23 | Chen Liyi    | S     | 27 aprile 1989    | Tianjin  |
| 24 | Wang Yunlu   | S     | 20 maggio 1996    | Bayi     |

## Paesi Bassi
| N° | Nome                   | Ruolo | Data di nascita   | Squadra            |
| -- | ---------------------- | ----- | ----------------- | ------------------ |
| -  | Gil Ferrer Cutiño      | All   | 11 ottobre 1974   | -                  |
| 1  | Kirsten Knip           | L     | 14 settembre 1992 | Vilsbiburg         |
| 2  | Femke Stoltenborg      | P     | 30 luglio 1991    | MTV Stoccarda      |
| 3  | Yvon Beliën            | C     | 28 dicembre 1993  | River              |
| 4  | Celeste Plak           | S     | 26 ottobre 1995   | Bergamo            |
| 5  | Robin de Kruijf        | C     | 5 maggio 1991     | Imoco              |
| 7  | Quinta Steenbergen     | C     | 2 aprile 1985     | Prostějov          |
| 8  | Judith Pietersen       | S/O   | 3 luglio 1989     | Savino Del Bene    |
| 9  | Myrthe Schoot          | L     | 29 agosto 1988    | Dresdner           |
| 11 | Anne Buijs             | S     | 2 dicembre 1991   | VakıfBank          |
| 12 | Celia Diemkoudre       | S/O   | 30 giugno 1992    | Sliedrecht         |
| 13 | Britt Bongaerts        | P     | 3 novembre 1996   | PTSV Aachen        |
| 17 | Nicole Oude Luttikhuis | C     | 26 novembre 1997  | Eurosped           |
| 21 | Tessa Polder           | C     | 10 ottobre 1997   | Sliedrecht         |
| 22 | Nicole Koolhaas        | C     | 31 gennaio 1991   | Franches-Montagnes |

## Serbia
| N° | Nome              | Ruolo | Data di nascita   | Squadra                |
| -- | ----------------- | ----- | ----------------- | ---------------------- |
| -  | Zoran Terzić      | All   | 9 luglio 1966     | Târgoviște             |
| 1  | Bianka Buša       | S     | 25 luglio 1994    | Târgoviște             |
| 2  | Slađana Mirković  | P     | 7 ottobre 1995    | Dinamo Pančevo         |
| 3  | Sanja Malagurski  | S/O   | 8 giugno 1990     | İdman Ocağı            |
| 5  | Mina Popović      | C     | 16 settembre 1994 | Obiettivo Risarcimento |
| 7  | Brižitka Molnar   | S     | 28 luglio 1985    | Panathīnaïkos          |
| 8  | Danica Radenković | P     | 9 ottobre 1992    | Atom Trefl Sopot       |
| 13 | Ana Bjelica       | S/O   | 3 aprile 1992     | Salihli                |
| 14 | Maja Savić        | C     | 14 agosto 1993    | Muszyna                |
| 17 | Silvija Popović   | L     | 15 marzo 1986     | Volero Zurigo          |
| 18 | Suzana Ćebić      | L     | 9 novembre 1984   | Beijing                |
| 20 | Ivana Ðerisilo    | S/O   | 8 agosto 1983     | Atom Trefl Sopot       |
| 22 | Maja Aleksić      | C     | 9 giugno 1997     | Vizura                 |

## Svizzera
| N° | Nome             | Ruolo | Data di nascita   | Squadra             |
| -- | ---------------- | ----- | ----------------- | ------------------- |
| -  | Timothy Lippuner | All   | 11 novembre 1980  | Sm'Aesch Pfeffingen |
| 1  | Zora Widmer      | P     | 12 aprile 1994    | Kanti               |
| 3  | Simona Belotti   | L     | 3 marzo 1993      | Köniz               |
| 4  | Gabi Schottroff  | C     | 8 febbraio 1997   | Volero Zurigo       |
| 6  | Madlaina Matter  | C     | 19 ottobre 1996   | Sm'Aesch Pfeffingen |
| 7  | Dijana Radulović | S     | 31 marzo 1998     | Top Lucerna         |
| 8  | Maja Storck      | C     | 8 ottobre 1998    | Sm'Aesch Pfeffingen |
| 11 | Sarah Trösch     | P     | 28 settembre 1994 | Köniz               |
| 12 | Julie Lengweiler | S/O   | 6 novembre 1998   | Volero Zurigo       |
| 13 | Elise Boillat    | S     | 30 aprile 1998    | Franches-Montagnes  |
| 14 | Laura Künzler    | S     | 25 dicembre 1996  | Sm'Aesch Pfeffingen |
| 15 | Ségolène Girard  | S     | 18 novembre 1995  | Neuchâtel           |
| 16 | Olivia Wassner   | P     | 22 marzo 1999     | Top Lucerna         |
| 19 | Thays Deprati    | L     | 14 aprile 1992    | Sm'Aesch Pfeffingen |

## Thailandia
| N° | Nome                     | Ruolo | Data di nascita  | Squadra           |
| -- | ------------------------ | ----- | ---------------- | ----------------- |
| -  | Danai Sriwacharamaytakul | All   | -                | -                 |
| 2  | Piyanut Pannoy           | L     | 10 novembre 1989 | Supreme Chonburi  |
| 3  | Pornpun Guedpard         | P     | 5 maggio 1993    | Bangkok Glass     |
| 4  | Thatdao Nuekjang         | C     | 3 febbraio 1994  | Idea Khonkaen     |
| 5  | Pleumjit Thinkaow        | C     | 9 novembre 1983  | Bangkok Glass     |
| 6  | Onuma Sittirak           | S     | 13 giugno 1986   | JT Marvelous      |
| 7  | Hattaya Bamrungsuk       | C     | 12 agosto 1983   | Nakhon Ratchasima |
| 8  | Yupa Sanitklang          | L     | 14 agosto 1991   | Nakhon Ratchasima |
| 12 | Pimpichaya Kokram        | S/O   | 16 giugno 1998   | Nakornnonthaburi  |
| 13 | Nootsara Tomkom          | P     | 7 luglio 1985    | Azərreyl          |
| 15 | Malika Kanthong          | S/O   | 8 gennaio 1987   | Azəryol           |
| 18 | Ajcharaporn Kongyot      | S     | 18 giugno 1995   | Supreme Chonburi  |
| 19 | Chatchu-on Moksri        | S     | 6 novembre 1999  | Nakornnonthaburi  |

## Turchia
| N° | Nome               | Ruolo | Data di nascita   | Squadra       |
| -- | ------------------ | ----- | ----------------- | ------------- |
| -  | Ferhat Akbaş       | All   | 15 aprile 1986    | VakıfBank     |
| 1  | Gizem Örge         | L     | 26 aprile 1993    | VakıfBank     |
| 2  | Merve Dalbeler     | L     | 27 luglio 1987    | Fenerbahçe    |
| 5  | Kübra Akman        | C     | 13 ottobre 1994   | VakıfBank     |
| 6  | Polen Uslupehlivan | S/O   | 27 agosto 1990    | Fenerbahçe    |
| 7  | Hande Baladın      | S/O   | 1º settembre 1997 | Eczacıbaşı    |
| 9  | Aslı Kalaç         | C     | 13 dicembre 1995  | Galatasaray   |
| 10 | Güldeniz Önal      | S     | 25 marzo 1986     | Galatasaray   |
| 11 | Naz Aydemir        | P     | 14 agosto 1990    | VakıfBank     |
| 12 | Melis Durul        | S/O   | 21 gennaio 1993   | Sarıyer       |
| 14 | Eda Erdem          | C     | 22 febbraio 1987  | Fenerbahçe    |
| 17 | Nursevil Aydınlar  | P     | 28 novembre 1995  | Galatasaray   |
| 20 | Gözde Yılmaz       | S/O   | 9 settembre 1991  | Busto Arsizio |
| 21 | Özge Yurtdagülen   | C     | 6 agosto 1993     | Sarıyer       |
| 25 | Fatma Yıldırım     | S     | 3 gennaio 1990    | Halkbank      |